# International Swimming Hall of Fame
L'International Swimming Hall of Fame, abrégé « ISHOF », ou Temple de la renommée de la natation en français, est un musée sportif consacré à la natation. Il est situé aux États-Unis à Fort Lauderdale dans l'État de Floride.
Place forte de la natation en Floride, Fort Lauderdale défend la création d'un musée consacré à la natation internationale dès le début des années 1960. Le projet est soutenu par une commission de l'Amateur Athletic Union dont la tête est confiée à Max Ritter, futur président de la Fédération internationale de natation (FINA). De même, une commission municipale soutenue par le gouverneur de Floride Cecil Farris Bryant est créée le 9 novembre 1962, laquelle adopte une résolution en faveur de la création d'un Hall of Fame. Un an plus tard, le « Swimming Hall of Fame » devient une incorporation dont la présidence est confiée à l'entraîneur James Counsilman. L'année 1965, année de l'inauguration des bâtiments du musée, est retenue officiellement comme l'année de création du Swimming Hall of Fame qui devient « International Swimming Hall of Fame » en 1968 lors des Jeux olympiques organisés à Mexico. À cette occasion, 105 fédérations nationales réunies dans le cadre du congrès de la FINA reconnaissent le caractère supranational du musée qui devient alors le premier Hall of Fame reconnu internationalement.
Parmi ses institutions, l'ISHOF honore depuis 1965 des personnalités ayant servi la promotion de la natation à travers le monde. La grande majorité de ses membres distingués sont d'anciens sportifs, pour la plupart nageurs médaillés olympiques ou détenteurs de records du monde (course en bassin, nage en eau libre ou maîtres). Outre la natation sportive, les pratiquants de la natation synchronisée, du plongeon ou du water-polo sont également honorés. Enfin, deux autres catégories sont dédiées aux entraîneurs et aux « contributeurs ».